# Prealpy Francuskie
Prealpy Francuskie (Préalpes) to grupa pasm górskich położonych we francuskiej części Alp, rozciągających się od Jeziora Genewskiego, aż do rzeki Drôme. Prealpy Francuskie dzielą się na cztery duże pasma, wszystkie leżą w Alpach Zachodnich. Pasma te dzielą się na liczne masywy, między innymi: Massif du Chablais, Massif de la Chartreuse czy Massif du Giffre, gdzie znajduje się najwyższy szczyt w całych francuskich prealpach - Haute Cime des Dents du Midi, który osiąga wysokość 3257 m.
Pasma górskie w Prealpach Francuskich:
- Préalpes de Provence,
- Préalpes de Savoie,
- Préalpes du Dauphiné,
- Prealpy Nicejskie.